# Gilles Tordjman
Gilles Tordjman es un musicólogo, filósofo, periodista y crítico literario francés nacido el 31 de agosto de 1962 en París. 

## Biografía
Después de haber obtenido un máster de filosofía en 1984, Gilles Tordjman escribe en el diario Le Matin de Paris y en L'Express antes de fichar por la revista Les Inrockuptibles en 1992 donde es editorialista durante cinco años.
En abril de 1997, Gilles Tordjman deja Les Inrockuptibles después de una polémica en el seno de la redacción sobre el libro de Michel Bounan, El arte de Céline y su tiempo que Tordjman había apoyado en uno de sus artículos. Ficha entonces por el semanario L'Événement du jeudi. Después, escribe en Technikart, Jazzman, Jazz Magazine, Épok, Elle y también en Playboy, Vibrations, Mouvement, y en la web artnet.fr.
Gilles Tordjman ha escrito libros sobre Duke Ellington y Leonard Cohen así como numerosos artículos sobre músicos de jazz, como por ejemplo Django Reinhardt, Chet Baker, Eric Dolphy o Pascal Comelade.
También es crítico literario interesándose especialmente en escritores como Emmanuel Bove, Henri Calet, Marius Jacob, Jacques Yonnet, Guy Debord, Fernando Pessoa, Sun Tzu y Baltasar Gracián a los cuales Gilles Tordjman consagró largos artículos o postfacios en reediciones de sus obras.
En 2012, publica un artículo contra Bob Dylan en la revista especial que Télérama le dedica.

## Cita
La verdad cambia según el uso que una época hace de ella. Esta época ya no necesita de la mentira como modo de gobierno, como tampoco ya no necesita la censura como modo de control : es enseñándolo todo que perpetúa sus secretos, y es incitando a decirlo todo que se asegura el dominio de toda expresión.

### Prefacios, postfacios
- Philippe Robert, Rock, pop, éd. Le Mot et le reste, 2006.
- Baltasar Gracián, L'Homme de cour, Éditions Mille et une nuits, 1997.
- Fernando Pessoa, Ultimatum, Mille et une nuits, 1996.
- Sun Tzu, L'Art de la guerre, Mille et une nuits, 1996.
- Jonathan Swift, Modeste proposition, Mille et une nuits, 1995.

### Traducciones
- Tarquin Hall, Les Aventures d'un bébé journaliste, traducido del inglés por Gilles Tordjman, Globe, 2014.
- Steven Levy, L'Éthique des hackers, traducido del inglés por Gilles Tordjman, Globe, 2013.
- Norman Cohn, Cosmos, chaos et le monde qui vient, traducido del inglés por Gilles Tordjman, Allia, 2000.
- Stan Motjuwadi et David Bristow, Soweto, prefacio de Johnny Clegg, traducido del inglés por Gilles Tordjman, éd. Taillandier, 1990.

## Discografía
- Gilles Tordjman ha grabado con su colega de Les Inrockuptibles Richard Robert una versión de "Alifib" en homenaje a Robert Wyatt. Esta canción está en el CD que acompaña el libro de Jean-Michel Marchetti consagrado a Robert Wyatt, MW 3 (éditions Æncrages & Co, 2000).
- Dos canciones ("Etant donné", "Du soleil au balcon") figuran en una recopilación del sello "Ici d'ailleurs" publicada en 1997.

## Instalación
- En  2001, Gilles Tordjman y Catherine Vasseur exponen "Le Goût du jour", una instalación sonora y visual, en la Bienal de Lyon.

## Filmografía
- En 2015, Gilles Tordjman aparece en la película de Louis Skorecki, Le Juif de Lascaux.[4] Tordjman aparece en el DVD Bird on a wire entrevistando Leonard Cohen.